# 松山善三
松山 善三（まつやま ぜんぞう、1925年〈大正14年〉4月3日 - 2016年〈平成28年〉8月27日）は、映画監督、脚本家。

## 人物・来歴
神戸に生まれ、横浜で育つ。

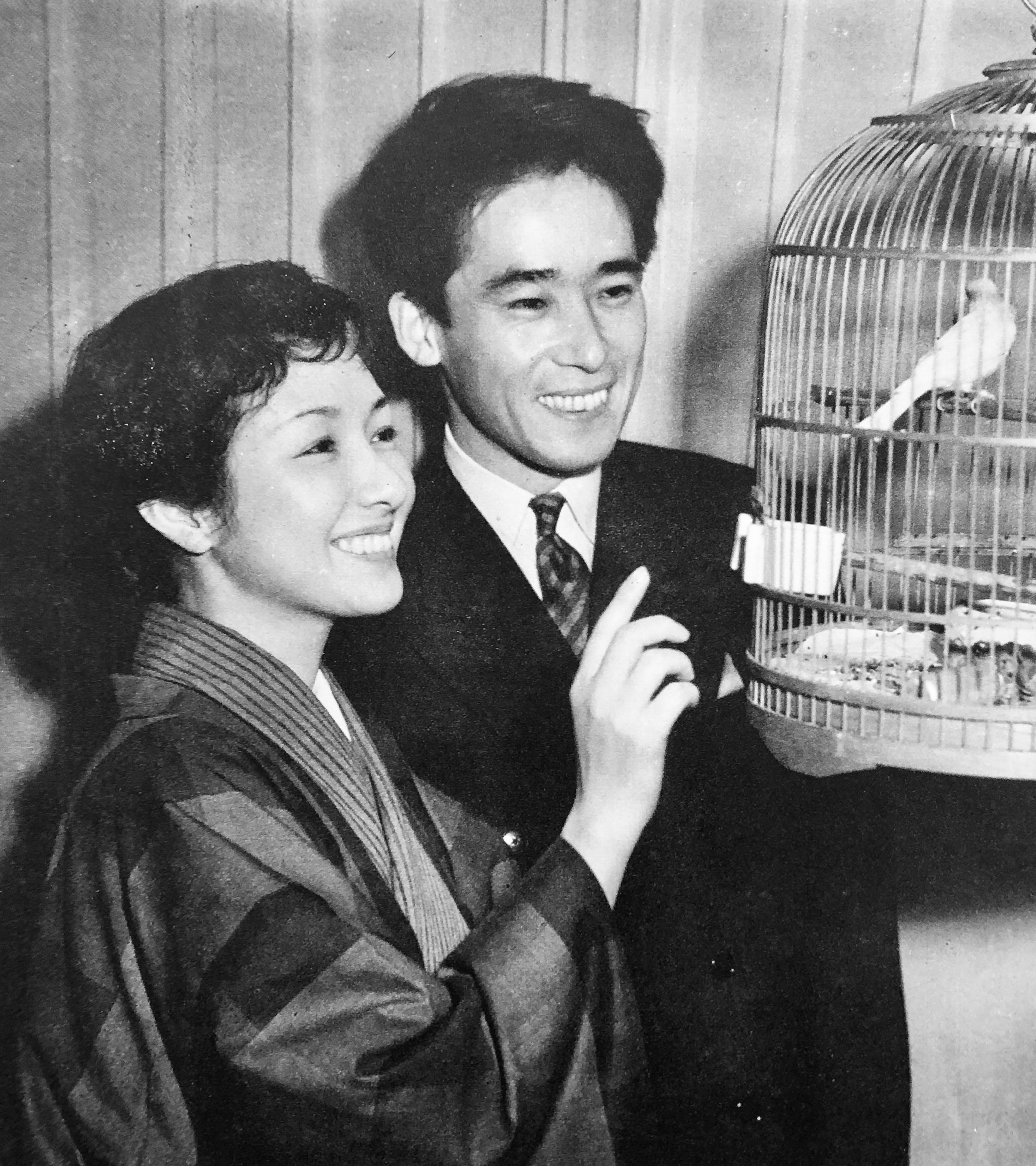
松山善三と高峰秀子。婚約発表をした頃（1955年）。

1944年、横浜第三中学校（現・神奈川県立横浜緑ケ丘高等学校）卒業後、岩手医学専門学校（現・岩手医科大学）薬学部に入学するが、1946年中退。雑誌社でアルバイトをしているときに、斎藤良輔門下の脚本家と知り合い、映画に興味を持つ。
1948年、助監督公募に合格して松竹大船撮影所助監督部に入社する。中村登、吉村公三郎につくかたわら、同期入社の斎藤武市、中平康、鈴木清順らと「赤八会」というグループを作り、同人雑誌にシナリオを発表する。それが、木下惠介に認められ、1950年の『婚約指輪』で木下監督につき、次の『カルメン故郷に帰る』からは、シナリオの口述筆記に携わった。この「木下学校」の兄弟子に小林正樹や川頭義郎がいる。あらかじめ作った構成にこだわらない木下流の書き方をここで会得することになる。
1954年、川口松太郎の原作を映画化した『荒城の月』で脚本家デビューする。その前年に書いたオリジナルシナリオ『美わしき歳月』も1955年に小林正樹監督で映画化された。この作品以来、一貫して叙情性豊かなヒューマニズムが持ち味となる。同年、女優の高峰秀子と結婚する。以後、成瀬巳喜男監督の『娘・妻・母』、川島雄三監督の『接吻泥棒』、渋谷実監督の『好人好日』、小林正樹監督の『あなた買います』など多数の脚本を手がける。
1961年、若くして結婚した聴覚障害者の夫婦の第二次世界大戦末期から戦後にかけての生活を描いた『名もなく貧しく美しく』で監督デビューした。この作品は、毎日映画コンクールとブルーリボン賞の脚本賞を受賞した。

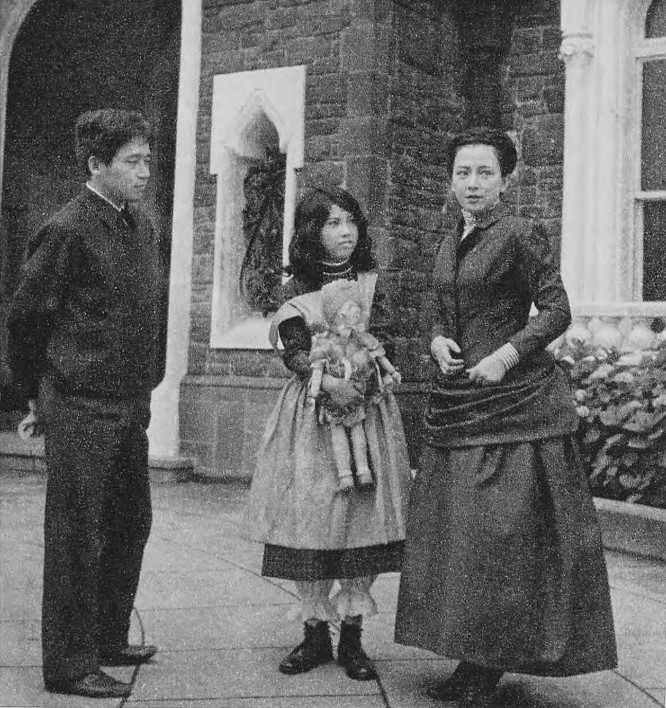
1964年8月29日から芸術座で上演された『奇跡の人』の演出を行った。公演に先立ち、有馬稲子（アン・サリヴァン役）と湯浅恵子（ヘレン・ケラー役）は、ヘレン・ケラーの生家の面影があるとされる駐日タイ王国大使館でプロモーション用の撮影を行った。写真は左から松山、湯浅、有馬。

1964年、舞台『奇跡の人』の日本初演の演出を行った。
『ふたりのイーダ』、『典子は、今』などの話題作を監督する傍ら、『人間の條件』『人間の証明』、『恍惚の人』、『親分はイエス様』のような大作、話題作の脚本も書いた。『人間の証明』の脚本は、プロアマ問わずとの条件で実施された公募に応じたもので、ベテランの身でありながら一般公募にあえて応募する気骨を見せた。応募者の名を伏せて角川春樹プロデューサー、佐藤純彌監督らによる選考会は『キネマ旬報』707号(1977年5月1日刊行)誌上で公開されたが、すべての応募作品が酷評される惨憺たるものであり、「いちばん修正しやすい」との消極的理由で入選作を決定した。しかし、ふたを開けてみれば、誰にとっても大先輩である松山の脚本だったという気まずい結果となった。なお、最終選考に残った４点はすべてプロの脚本家か映画プロデューサーの応募作品であった。
1987年に紫綬褒章、1995年に勲四等旭日小綬章を受章。
近年は、『虹の橋』、『新しい風 若き日の依田勉三』（原作、脚本のみ）など、歴史上の人物に題材をとった骨太な作品を手がけていた。
このほか、美空ひばりの歌唱により知られる、広島市への原子爆弾投下を題材とした『一本の鉛筆』の作詞を行っている。
2016年8月27日午後8時41分、老衰のため東京都内の自宅で死去。91歳没。

## 主な脚本作品
- 美わしき歳月（1955年、松竹）
- あこがれ（1955年、松竹）
- 泉（1956年、松竹）
- 黒い河（1956年、松竹）
- あなた買います（1956年、松竹）
- 忘れえぬ慕情（1956年、松竹）
- 有楽町0番地（1958年、松竹）

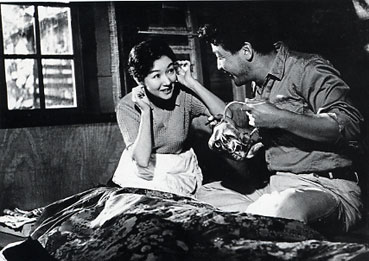
『名もなく貧しく美しく』（1961年）

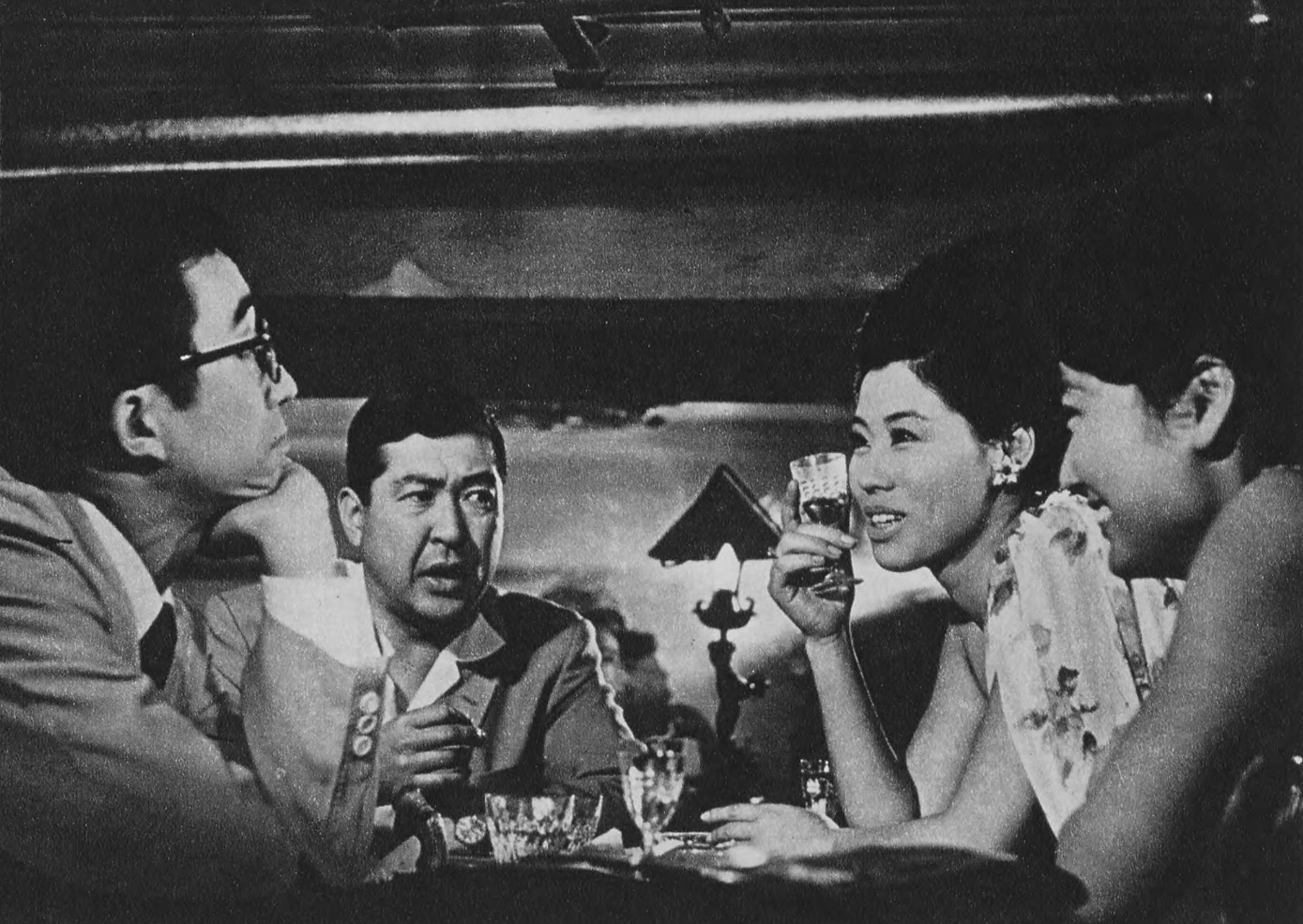
『われ一粒の麦なれど』（1964年）

- 人間の條件 第一部 純愛篇、第二部 激怒篇、第三部 望郷篇、第四部 戦雲篇（1959年、松竹）
- 娘・妻・母（1960年、東宝）
- 接吻泥棒（1960年、東宝）
- 人間の條件　完結篇（1961年、松竹）
- 好人好日（1961年、松竹）
- 乱れる（1964年、東宝）
- お嫁においで（1966年、東宝）
- 沈丁花（1966年、東宝)
- 千曲川絶唱（1967年、東宝）
- 恍惚の人（1973年）
- 忍ぶ糸（1973年）
- 野獣狩り（1973年）
- 人間の証明（1977年）
- 潮騒伝説（作画：ながやす巧） 原作
- ミュージカル坂本龍馬（1989年・1991年、フジテレビ等）制作・作詞
- 望郷（1993年））
- ホーム・スイートホーム（2000年）
- 親分はイエス様（2001年）
- 新しい風 若き日の依田勉三（2004年）

## 主な監督作品
- 名もなく貧しく美しく（1961年、東宝）
- 山河あり（1962年、松竹）
- ぶらりぶらぶら物語（1962年、東宝）
- われ一粒の麦なれど（1964年、東宝）
- 戦場にながれる歌（1965年、東宝）
- 六條ゆきやま紬（1965年、東宝）
- 続・名もなく貧しく美しく（1967年、東宝）
- その人は昔（1967年、東宝）
- 日本万国博覧会 虹の塔（1970年、日本専売公社）構成演出
- 立山（1973年）
- 沖縄海洋博（1976年、ニュース映画製作者連盟・東宝） 総監督
- ふたりのイーダ（1976年）
- 泣きながら笑う日（1976年）
- 典子は、今（1981年）
- 母の悲劇（1982年）
- 母（1988年）
- 虹の橋（1993年）

## 評伝
- 斎藤明美『高峰秀子が愛した男』ハースト婦人画報社、2012年／河出書房新社、2017年。

## その他
- 1989年、飯能くすの樹カントリー倶楽部を設立。同ゴルフ場が散布する農薬の飛散被害において、隣接する自由の森学園から抗議があった際、訪れた高校生たちをにらみつけて逃げ去るという一幕がテレビ放映された。そもそも同ゴルフ場の開設が遅れたのは、周辺住民の反対があったからである。

同カントリークラブは2003年、約400億円の負債で破産宣告を受けた。